# Missa Antoniana
Missa Antoniana è un album musicale contenente canti classici religiosi di santa messa. È stata composta ed arrangiata da Augusto Martelli ed incisa dal "Piccolo Coro dell'Antoniano" diretto da Mariele Ventre ed eseguita in prima mondiale al Teatro Comunale di Bologna nel 1993.
L'anno di pubblicazione è il 1991 e l'editore è Antoniano.
- MISSA ANTONIANA
- PICCOLO CORO DELL’ANTONIANO diretto da Mariele Ventre
- Patrizia Pace, soprano
- Pietro Ballo, tenore
- Paolo Coni, baritono
- Orchestrazione e direzione d’orchestra: Augusto Martelli
- ANTONIANO, Bologna LP 1991-1
- LATO A
- -MISSA ANTONIANA, Coro dell’Antoniano
- -SALMO 18: I CIELI NARRANO, Coro dell’Antoniano
- -NINNA NANNA (WIEGENLIED) , Coro dell’Antoniano
- LATO B
- -AVE VERUM, Coro dell’Antoniano
- -SALVE REGINA, tenore Bietro Ballo, Coro dell’Antoniano
- -AVE MARIA, soprano Patrizia Pace, Coro dell’Antoniano
- -MAGNIFICAT, baritono Paolo Coni, Coro dell’Antoniano

## Tracce
1. Ave Verum
2. Kyrie
3. Gloria
4. Sanctus
5. Salmo 18 (I cieli narrano)
6. Agnus Dei
7. Credo
8. Magnificat
9. Salve Regina
10. Ave Maria